# Ludolf Bakhuizen

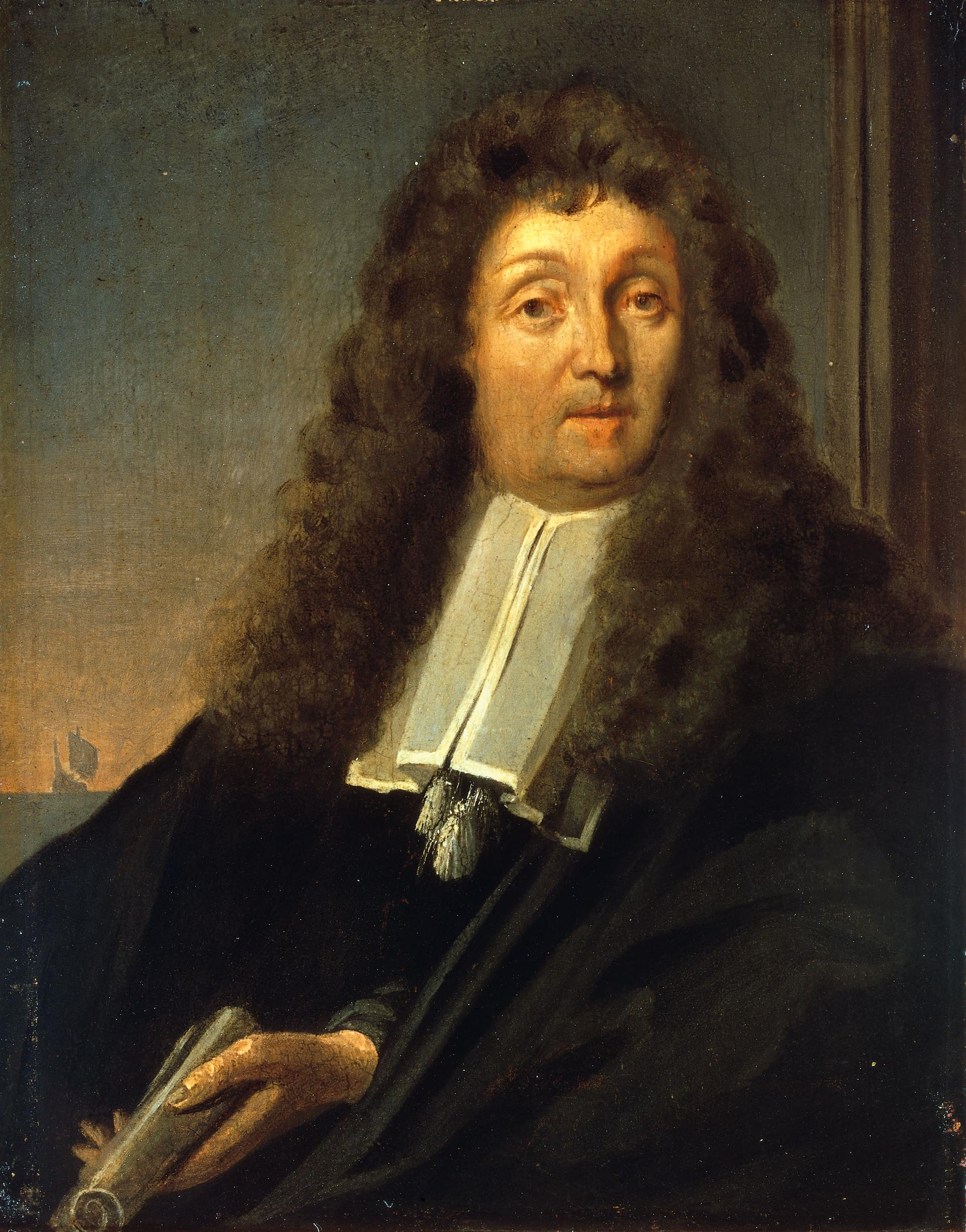
Ludolf Bakhuizen (1630–1708), Selbstporträt um 1685, Rijksmuseum

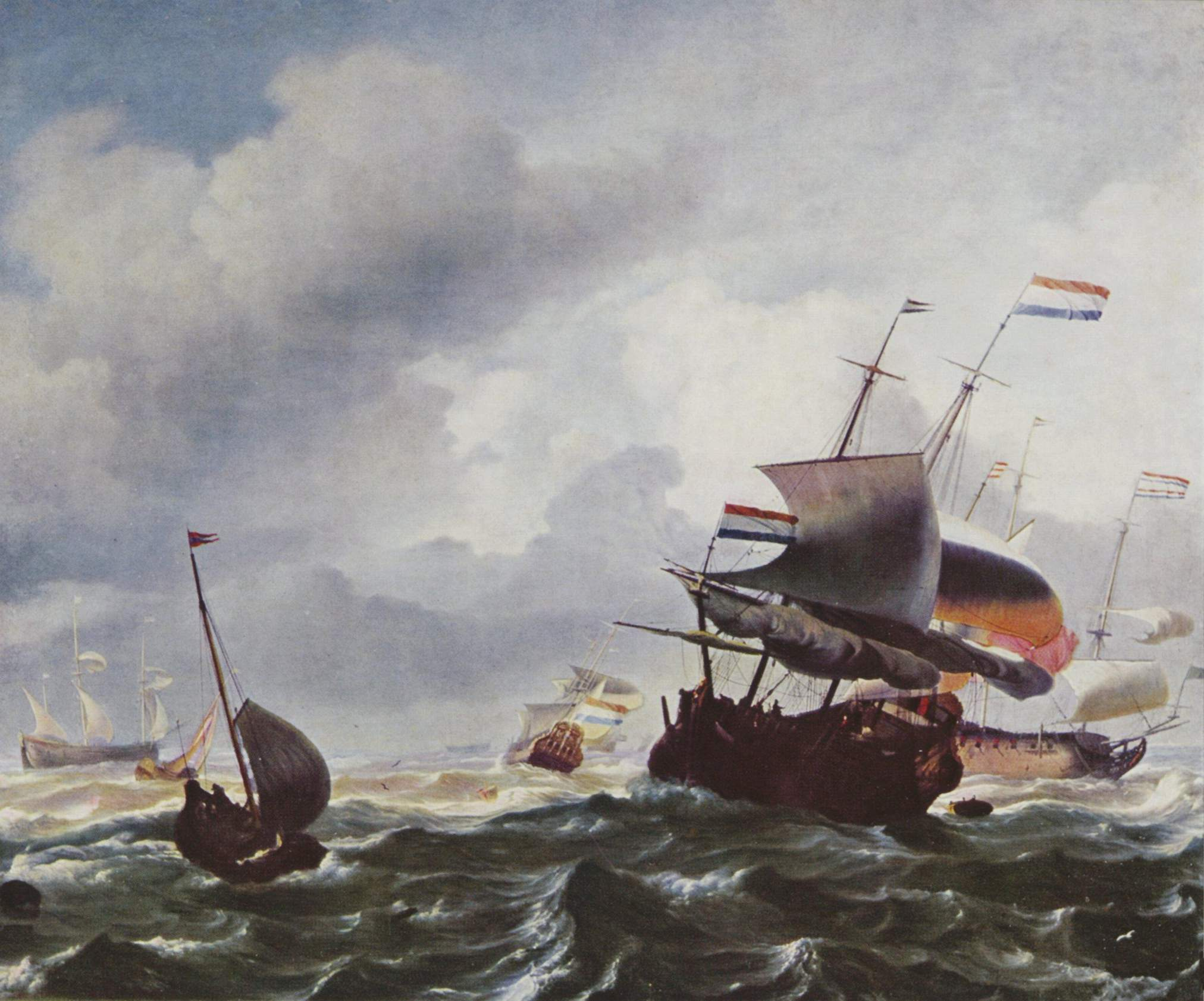
Schiffe im Sturm, 1667, Palazzo Pitti

Ludolf Bakhuizen, häufig auch Backhuysen, (* 28. Dezember 1630 oder 1631 in Emden; † 7. November 1708 in Amsterdam) gilt als populärster Marinemaler Hollands neben Jan van de Cappelle und Willem van de Velde Vater und Sohn.
Obwohl er vor allem als Marinemaler bekannt ist, gibt es von ihm auch biblische Themen, Porträts und Landschaftsbilder und neben (rund 600) Gemälden sind auch Zeichnungen und Radierungen erhalten.
Für den Namen gibt es verschiedene Schreibweisen. Backhuysen signierte sowohl als Bakhuizen als auch als Backhuysen (wobei er meist Monogramme verwendete, LB, L Back, L Bak.) und schrieb seinen Vornamen sowohl Ludolf als auch Ludolph. Der Vater schrieb sich zu verschiedenen Zeiten Backhusz oder auch Backhusen, Bachhuss, Bachuis, Bachuizen, Backhuijsen, Bakhuizen.

## Leben
Bakhuizens Eltern waren der Gerichtsschreiber und ab 1631 Notar in Emden Gerhard Backhusen und dessen Frau Margarete Janssen. Der Vater war früher in Aurich und Norden als Gerichtsschreiber und vor den Verheerungen des Dreißigjährigen Kriegs aus Ostfriesland ins sichere Emden geflohen, wo er das Bürgerrecht erhielt. Neben den Söhnen Ludolf und Johannes gab es noch eine 1628 geborene Tochter.
Bakhuizen wuchs in Emden auf, das seine Blüte im 16. Jahrhundert hatte und damals bereits Zeichen des Niedergangs zeigte. Er ging 1650 nach Amsterdam und trat dort als Kommis in die Handelsfirma Bartolotti ein, deren Leiter Guillelmo Bartolotti auch in Emden geboren war, aber schon im Alter von einem Jahr 1603 nach Amsterdam übersiedelte. Sie residierten an der vornehmen Herengracht in einem noch heute bestehenden Renaissance-Bürgerhaus. Neben seiner Arbeit als Kontorist wurde er wegen seiner schönen Handschrift auch als Kalligraph eingesetzt und gab darin Unterricht. Als Maler und Zeichner war er nach Ansicht seines Biographen Houbraken Autodidakt. Zum Erlernen des Malhandwerks ging er ab etwa 1651 bei den Marinemalern Allart van Everdingen (1621–1693) und Hendrik Jacobsz Dubbels (1621–1707) in die Lehre. Seine ersten bekannten Bilder stammen von 1658. In seiner Malerei war er auch vom damals berühmtesten Marinemaler Willem van de Velde dem Älteren beeinflusst (und wahrscheinlich auch von dessen ebenfalls berühmten Sohn van de Velde dem Jüngeren). 1663 wird er in die St. Lucas Gilde Amsterdamer Maler aufgenommen. 1666 machten die Amsterdamer Bürgermeister Andries de Graeff, Gillis Valckenier, Hendrick Dircksz Spiegel und Gerard Claesz Hasselaer in ihrer Annäherung an Frankreich dem französischen Außenminister Hugues de Lionne ein repräsentatives Gemälde Amsterdams von Backhuysen zum Geschenk.
Nach dem Weggang der van de Veldes nach London 1672 nahm Backhuysen den Rang als bekanntester Marinemaler Amsterdams und der Niederlande ein. Seine letzten Bilder malte er 1707. Backhuysen brachte es zu Ansehen und Wohlstand mit eigenem Haus in der Herengracht nahe der Westerkerk. Er starb nach langer, schmerzhafter Krankheit (er litt an Blasensteinen).
Er widmete sich vor allem der Marinemalerei und schwang sich darin bald zu einer europäischen Berühmtheit auf; seine Bilder waren bis ins 19. Jahrhundert sehr begehrt. Neben Marinebildern malte er Porträts (darunter einige Selbstporträts und Porträts von Familienangehörigen), wenig Landschaften und biblische Szenen und keine Stillleben. Hofstede de Groot zählt 573 Gemälde auf. Von ihm sind auch Grisaillen erhalten.
Nach dem Biographen Houbraken gab er Peter dem Großen bei dessen Aufenthalt als Schiffszimmermannslehrling in Amsterdam 1697 Zeichenunterricht.  1665 erhielt er den ehrenvollen Auftrag vom Rat der Stadt Amsterdam, für den Außenminister von Ludwig XIV., Hugues de Lionne (Marquis de Berny), einem Kunstsammler, ein Bild von Amsterdam zu malen (Schiffahrt auf der Reede von Amsterdam, 1666, Louvre).
Meyers Lexikon schrieb in den 1880er Jahren:
Während seine kleineren Darstellungen der leicht bewegten und stürmischen See sich durch eine sorgsame Beobachtung der Natur und durch ein feines, geschmackvolles, wenn auch kühles Kolorit auszeichnen, verliert er sich auf seinen umfangreichen Seestücken in eine glatte und bunte Dekorationsmalerei. Seine früheren Werke sind den späteren vorzuziehen. Die besten befinden sich im Berliner Museum (von 1664), im Palazzo Pitti in Florenz (1669), im Wiener Schloss Belvedere (Österreichische Galerie Belvedere) und in englischen Privatgalerien. Seine Radierungen sind sehr geschätzt.
Im Jahre 1701 veröffentlichte er eine Folge von zehn Radierungen unter dem Titel Stroom en Zee gezichten, darunter als einzige ausländische Stadt auch eine Ansicht von Emden.
Backhuysen war viermal verheiratet. Seine ersten beiden Ehefrauen (Heirat 1657 bzw. 1660) starben früh. In dritter Ehe war er seit 1664 mit Alida Greffet verheiratet, die einen Seidenladen hatte. Mit ihr hatte er eine Tochter Maria (geboren 1665). Mit seiner letzten Frau Anna de Hooghe (1645–1717), einer Kaufmannstochter (Heirat 1680), hatte er drei Söhne, von denen nur Joannes (1683–1731) das Erwachsenenalter erreichte. Er war später ein wohlhabender Kaufmann. Es existieren noch heute Nachkommen in den Niederlanden, unter anderem der Kirchenhistoriker an der Universität Leiden Jan Nicolaas Bakhuizen van den Brink (1896–1987).

## Galerie
- Datei:−

Schiffe in Gefahr vor einer felsigen Küste, 1661, National Gallery of Art
- Datei:−
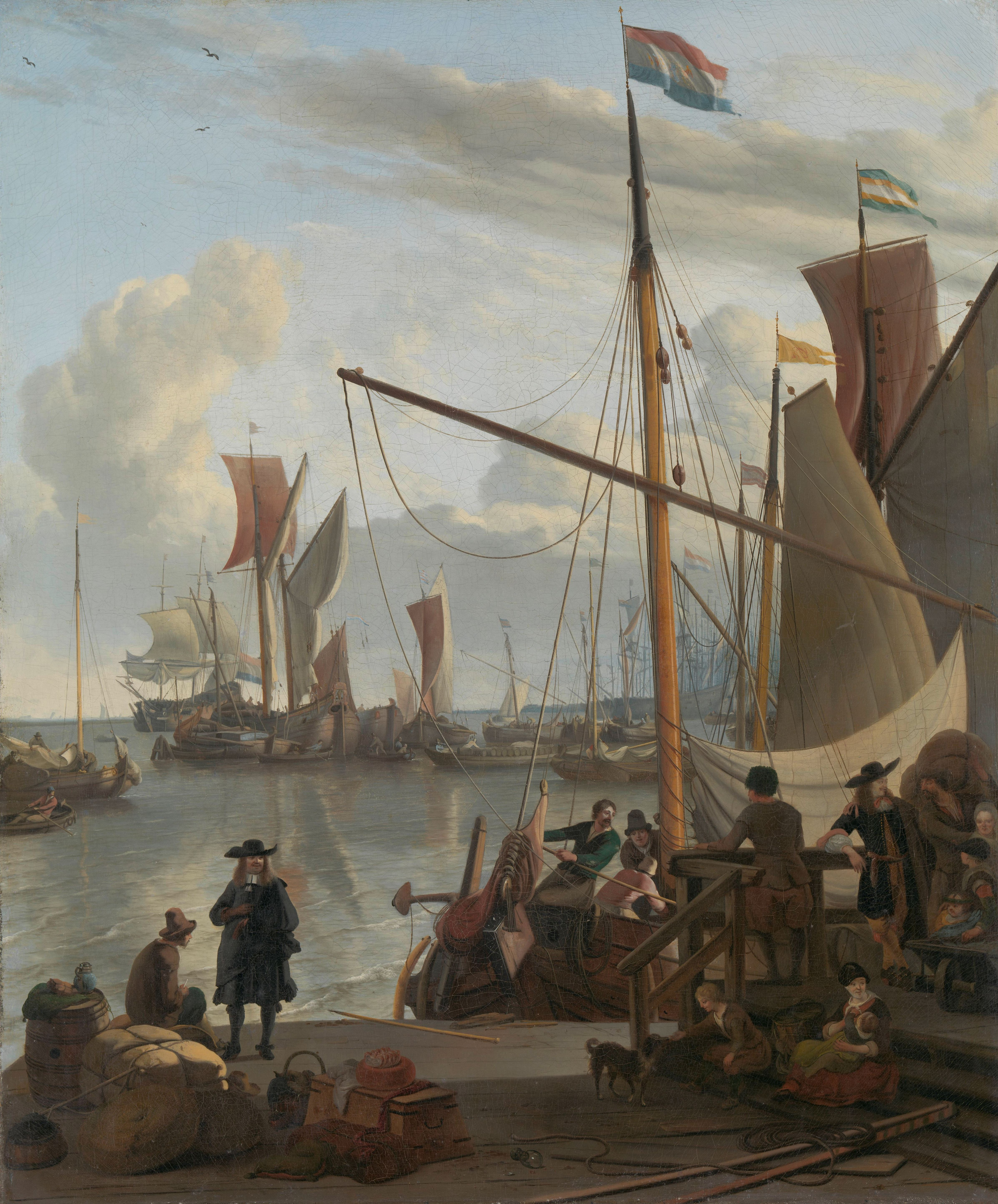
Blick vom Muschelpier in Amsterdam, 1673, Rijksmuseum, Amsterdam
- Datei:−
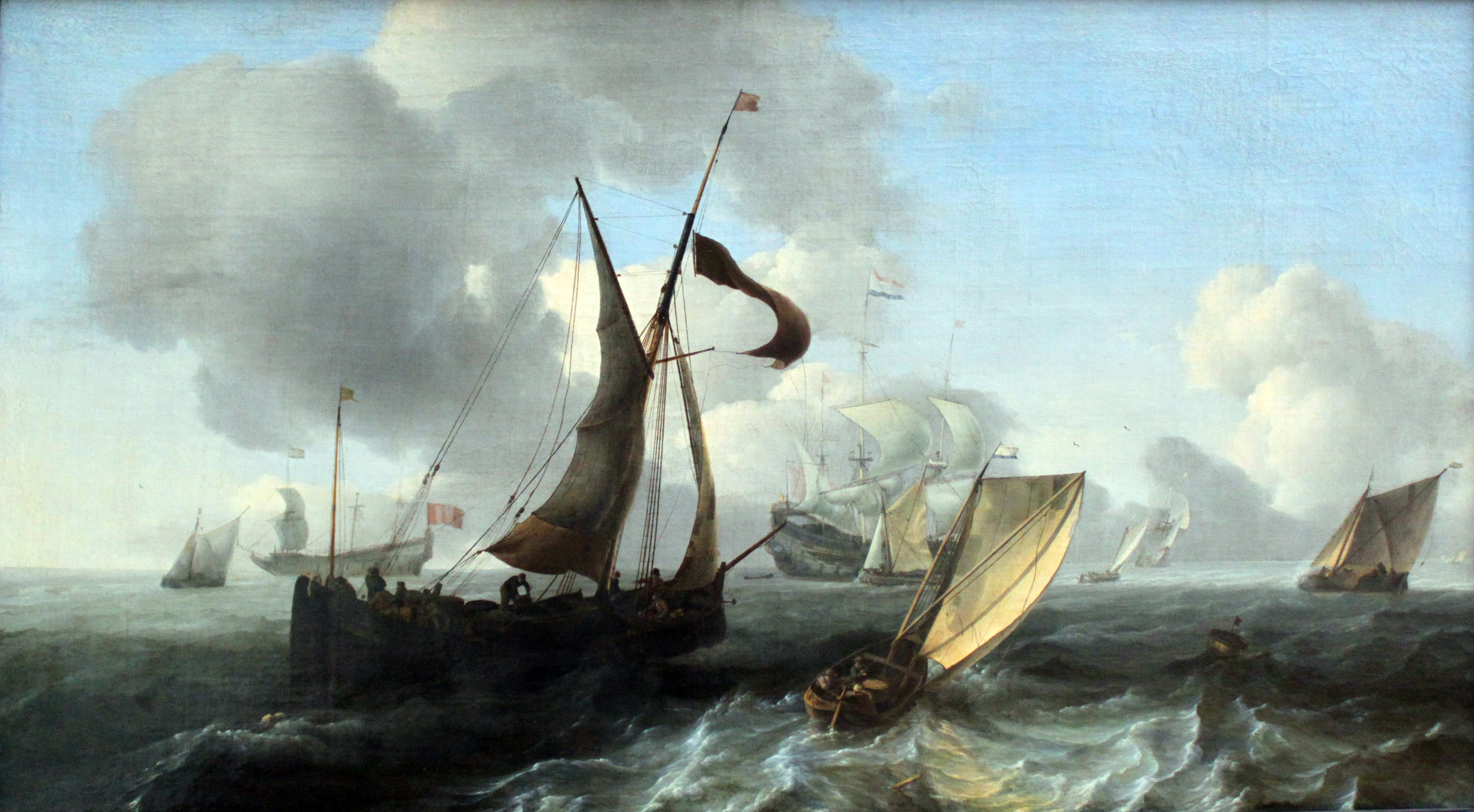
Leicht bewegte See mit Schiffen, 1664
- Datei:−
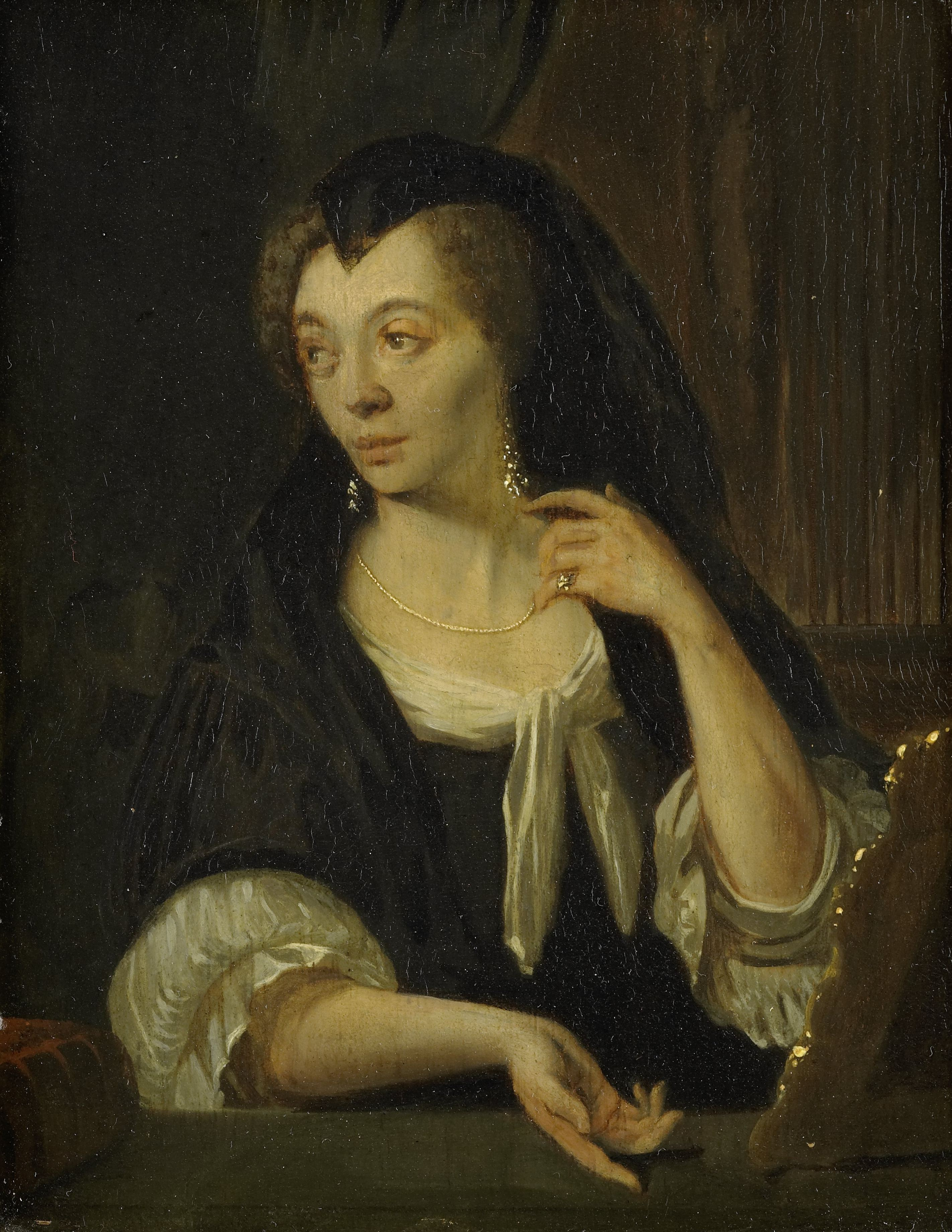
Anna de Hooghe, vierte Ehefrau von Backhuysen, 1680 bis 1685, Rijksmuseum
- Datei:−
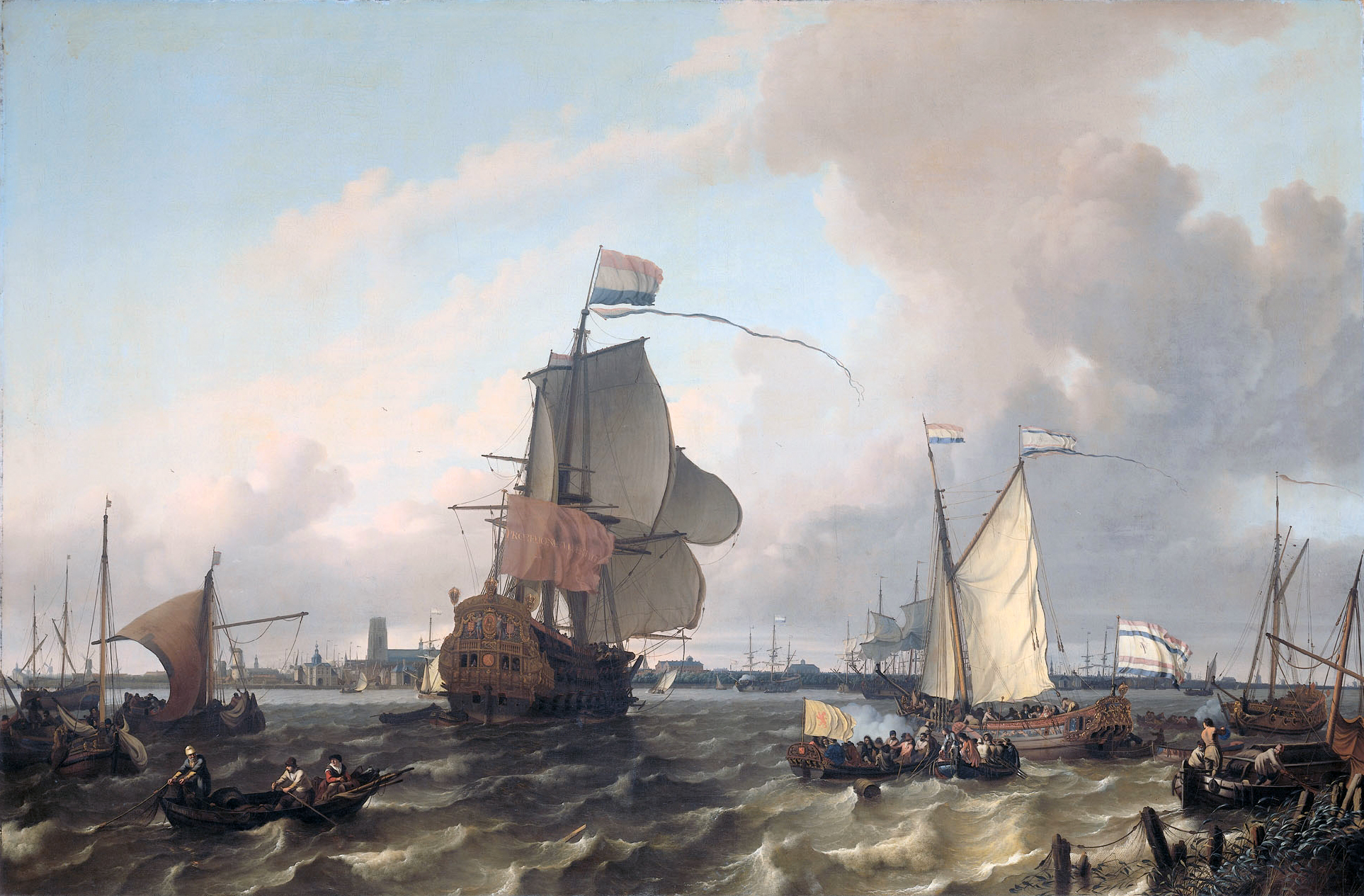
Das Kriegsschiff Brielle auf der Maas vor Rotterdam, 1689, Rijksmuseum
- Datei:−
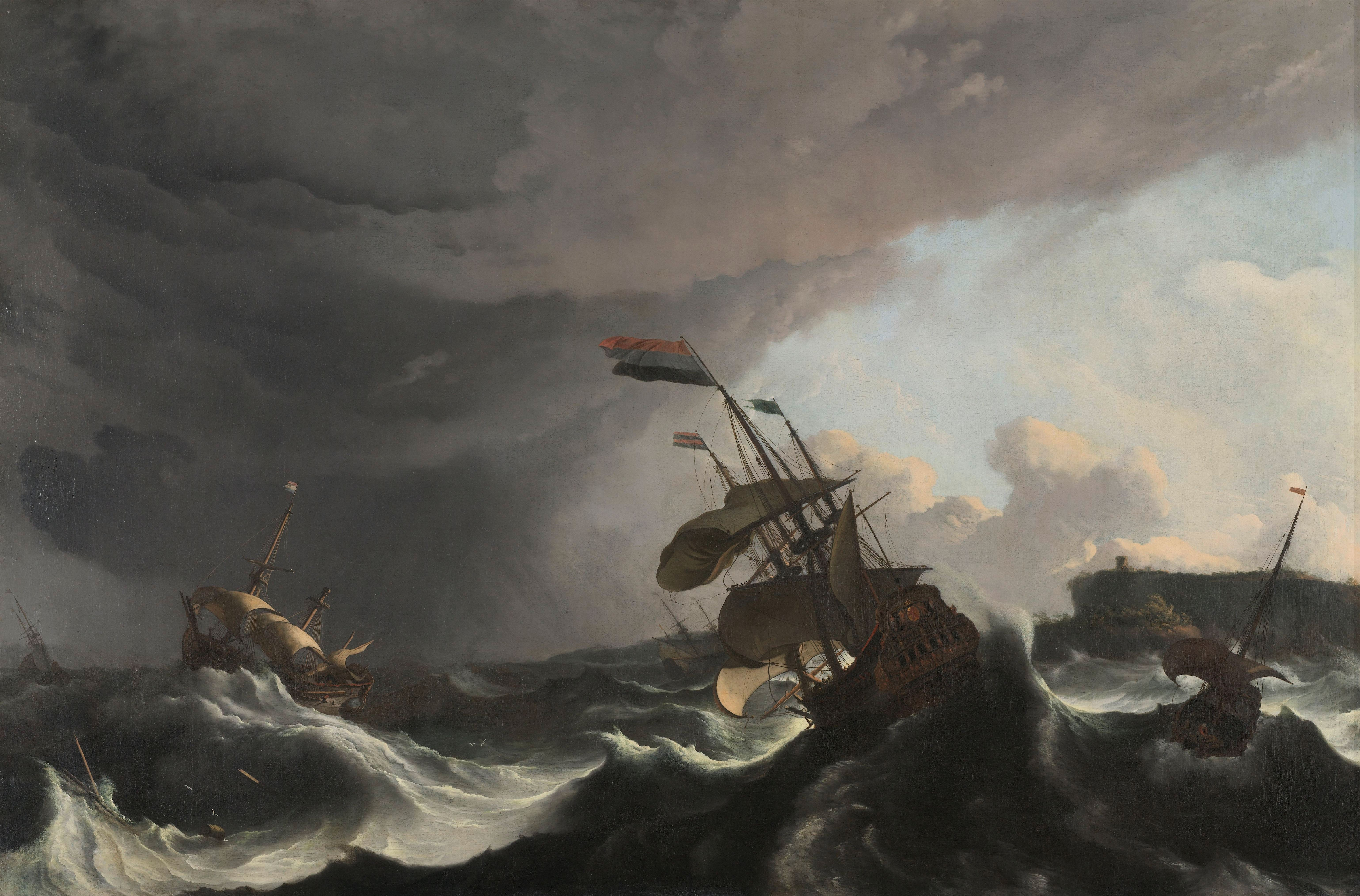
Die Kriegsschiffe Ridderschap (rechts) und Hollandia im Sturm in der Straße von Gibraltar, um 1690, Rijksmuseum
- Datei:−
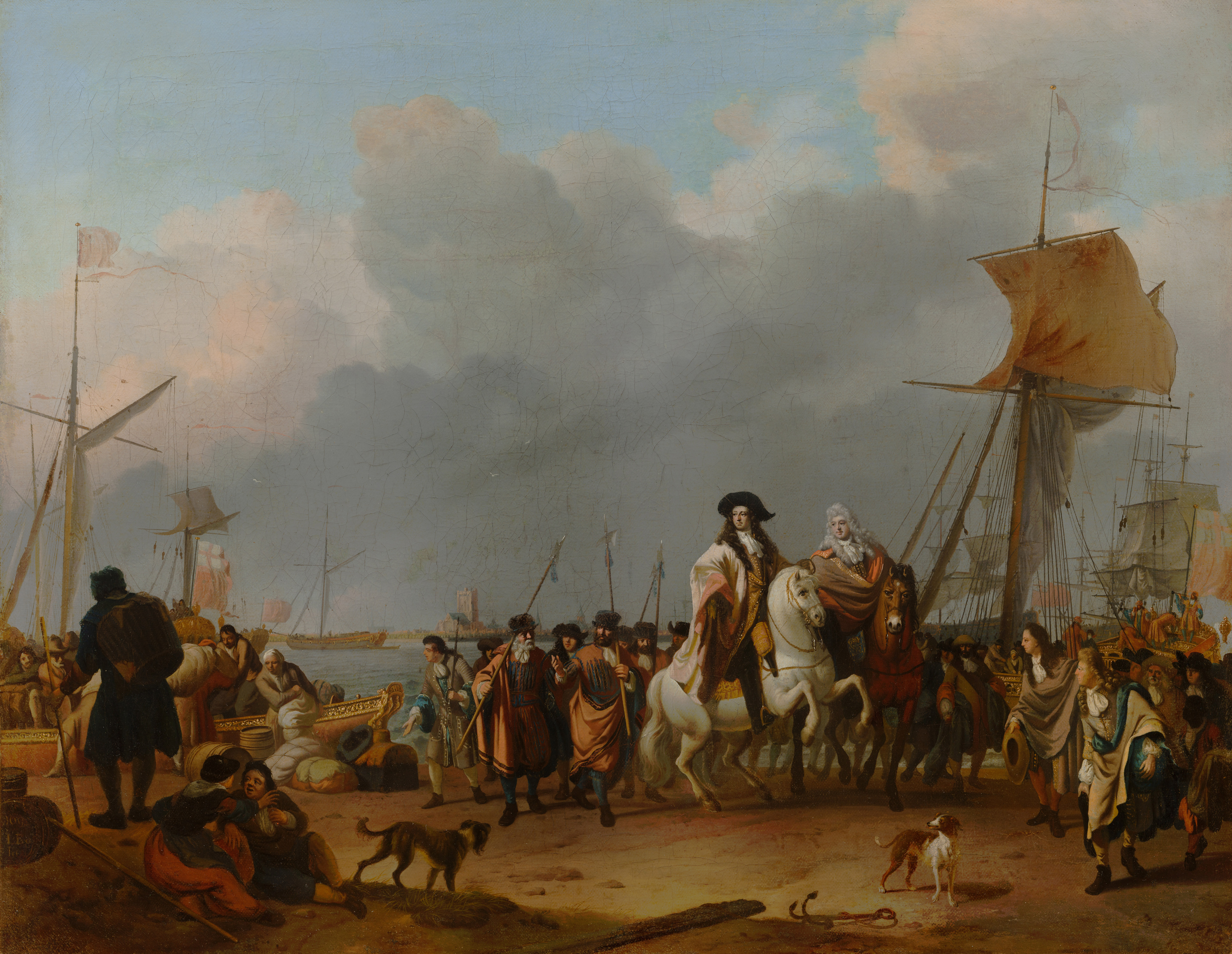
Ankunft des königlichen Statthalters Willem III. in Oranjepolder 1691, 1692, Mauritshus, Den Haag
- Datei:−
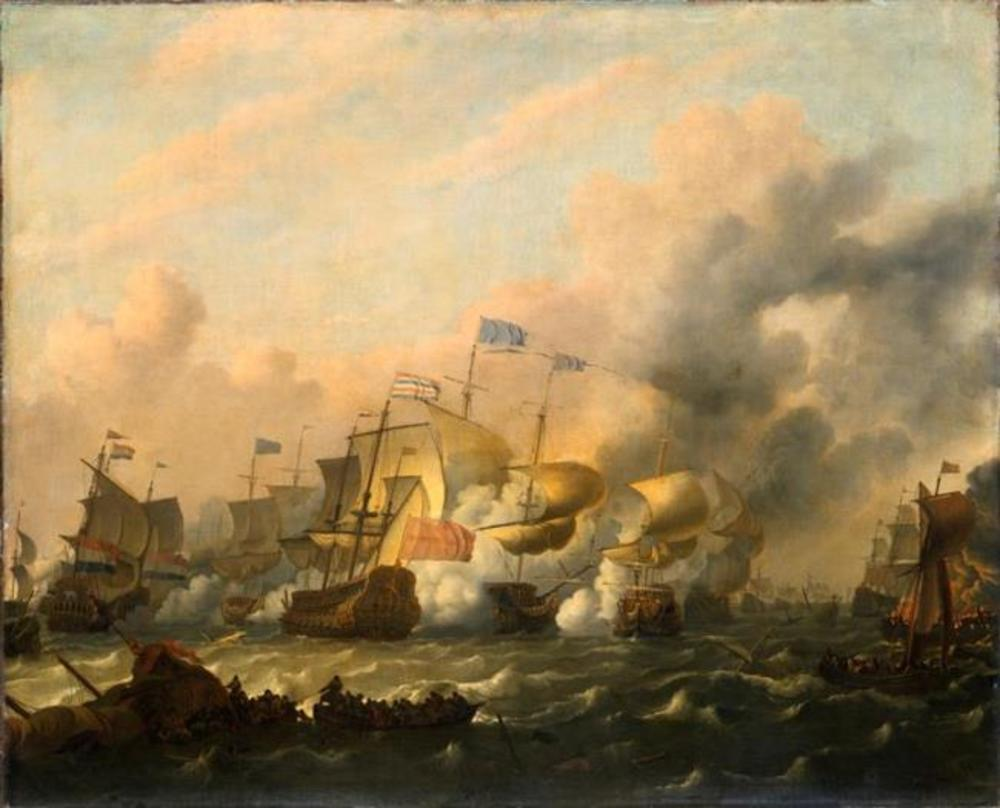
Seeschlacht bei Texel August 1673, Gemäldegalerie Dresden
- Datei:−
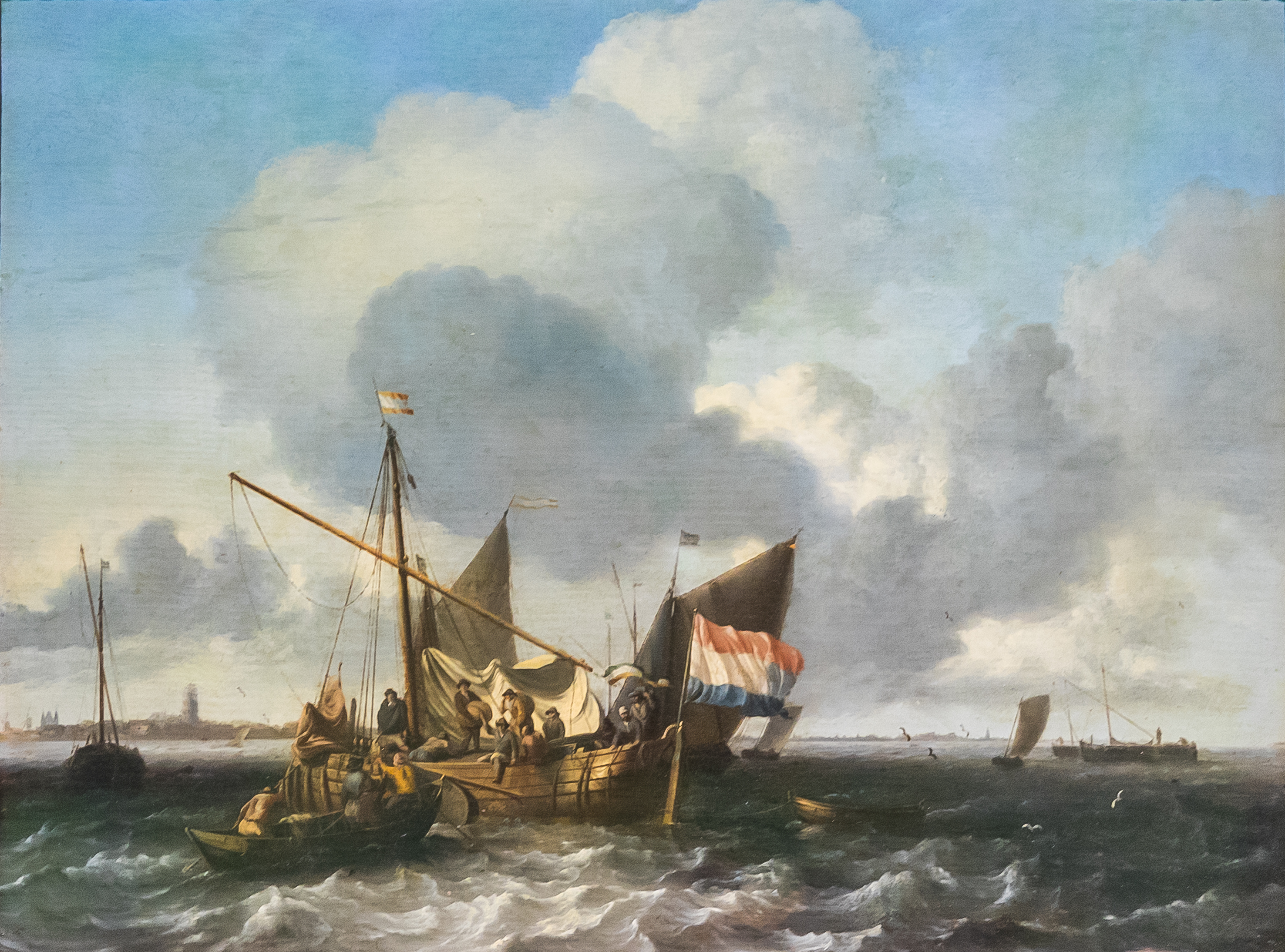
Schiffe in der Zuidersee vor dem Fort von Naarden, 1660er Jahre, Wallraf-Richartz-Museum & Fondation Corboud
- Datei:−
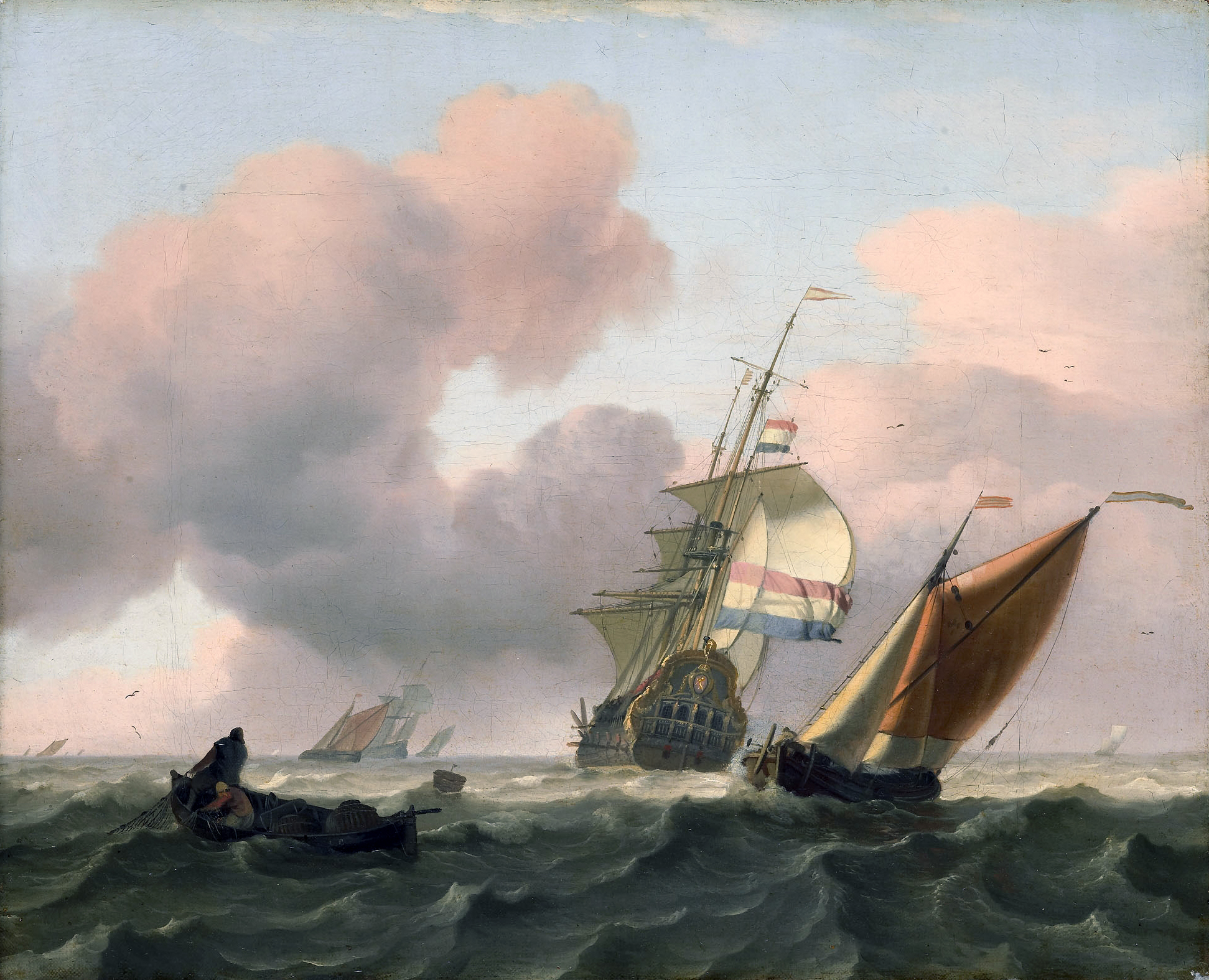
Rauhe See mit Schiffen, 1697, Rijksmuseum
- Datei:−
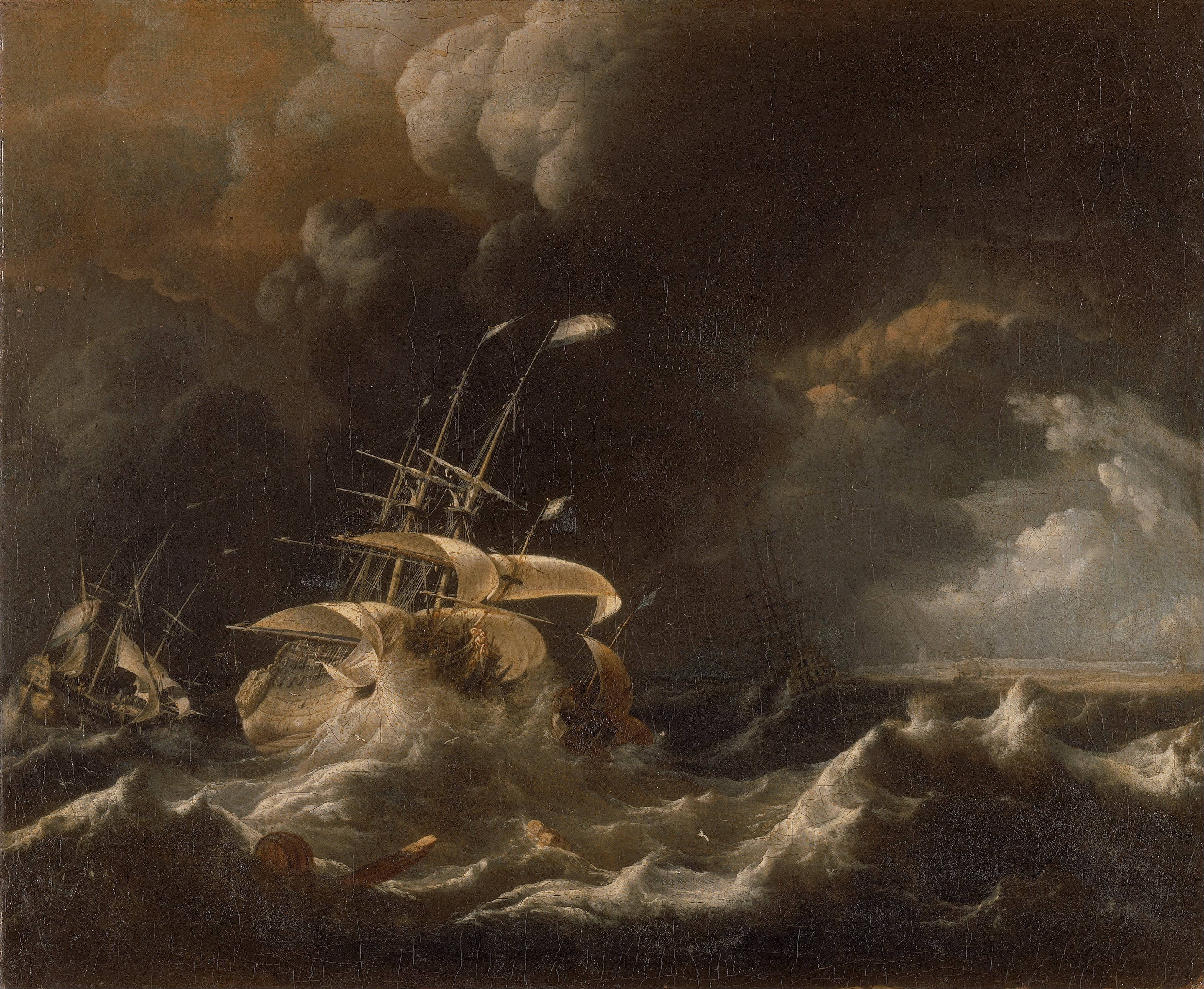
Holländische Handelsschiffe im Sturm, Walker Art Gallery
- Datei:−
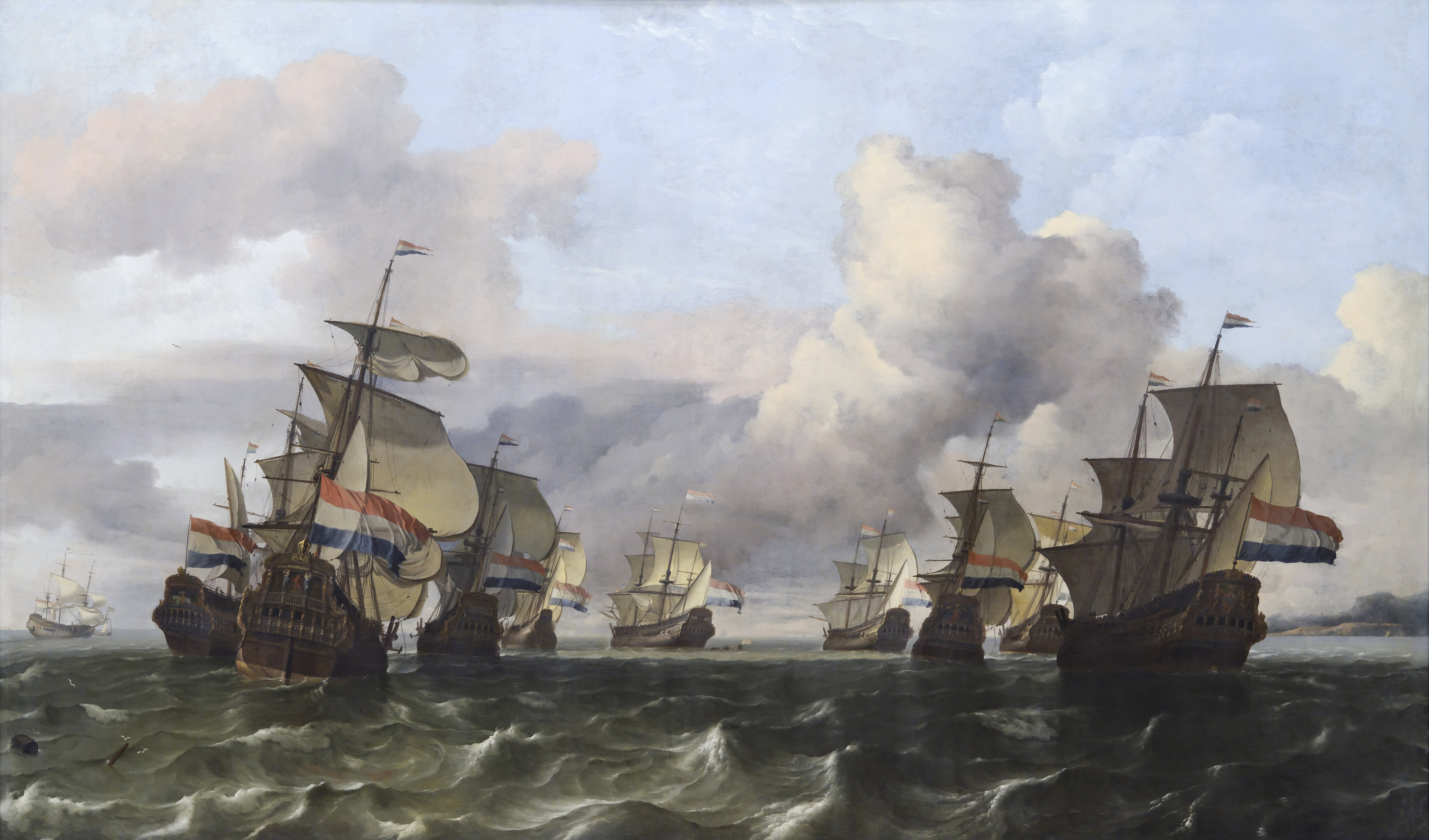
Retourschiffe der Ostindischen Kompanie, 1667, Louvre
- Datei:−
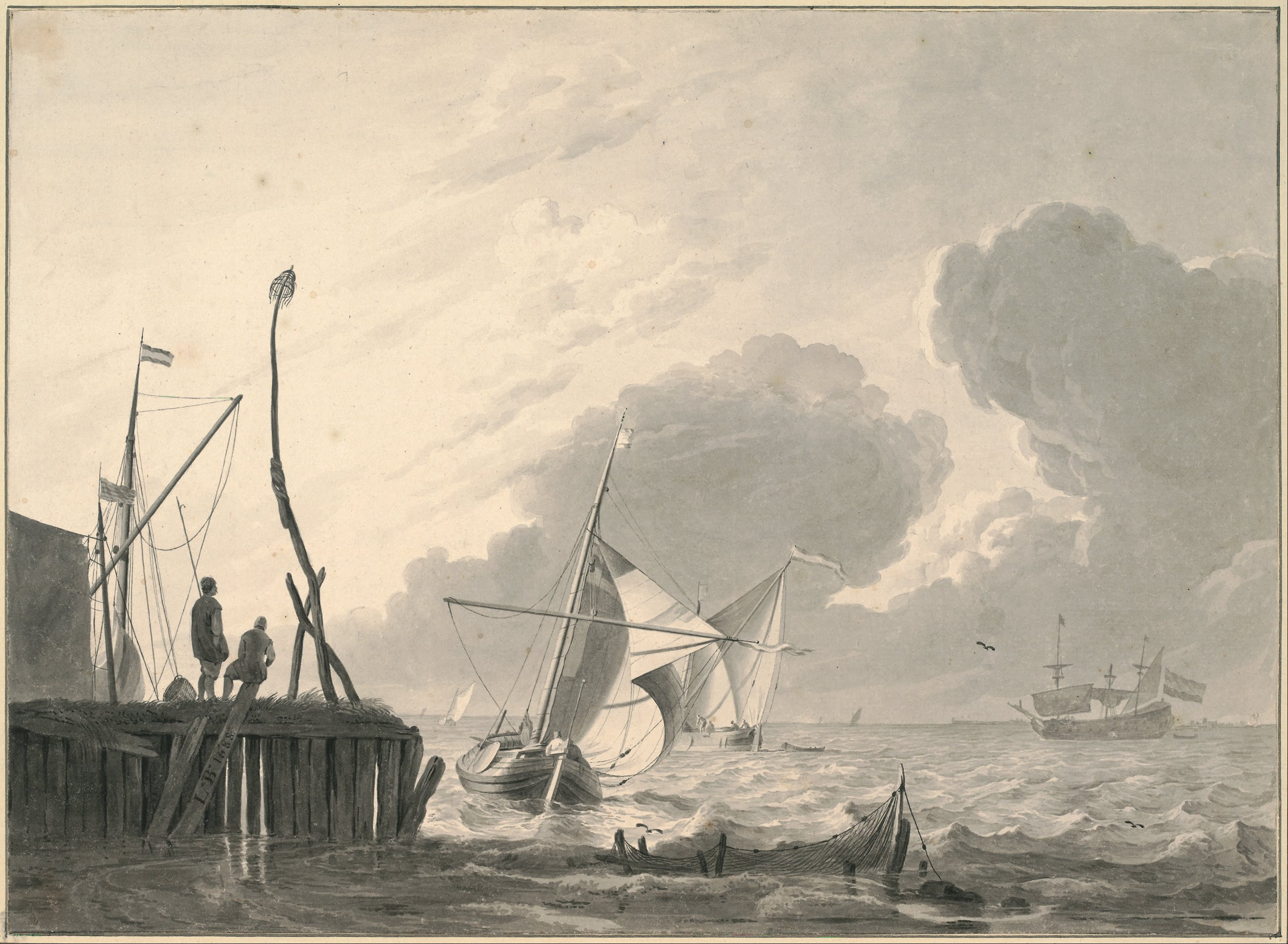
Hafen vor aufziehendem Gewitter, Albertina
- Datei:−
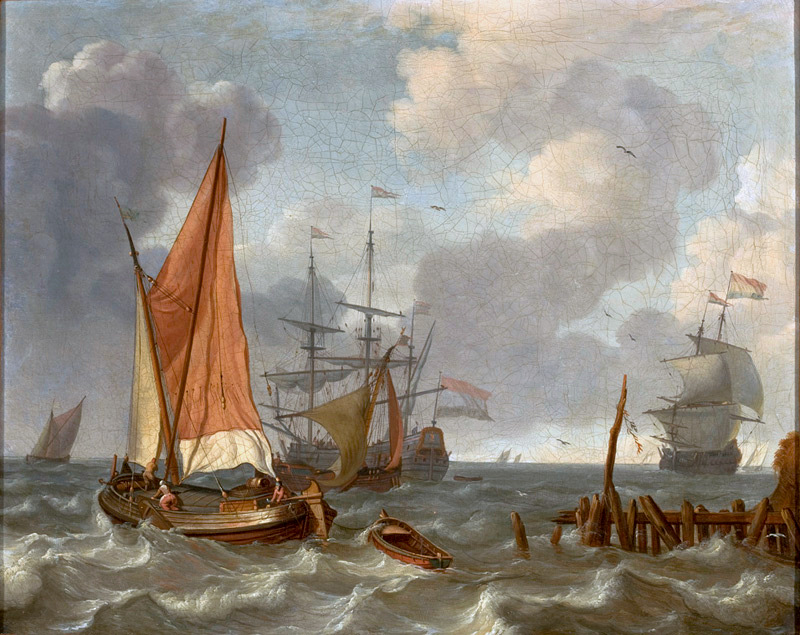
Marinebild, Sao Paulo
- Datei:−
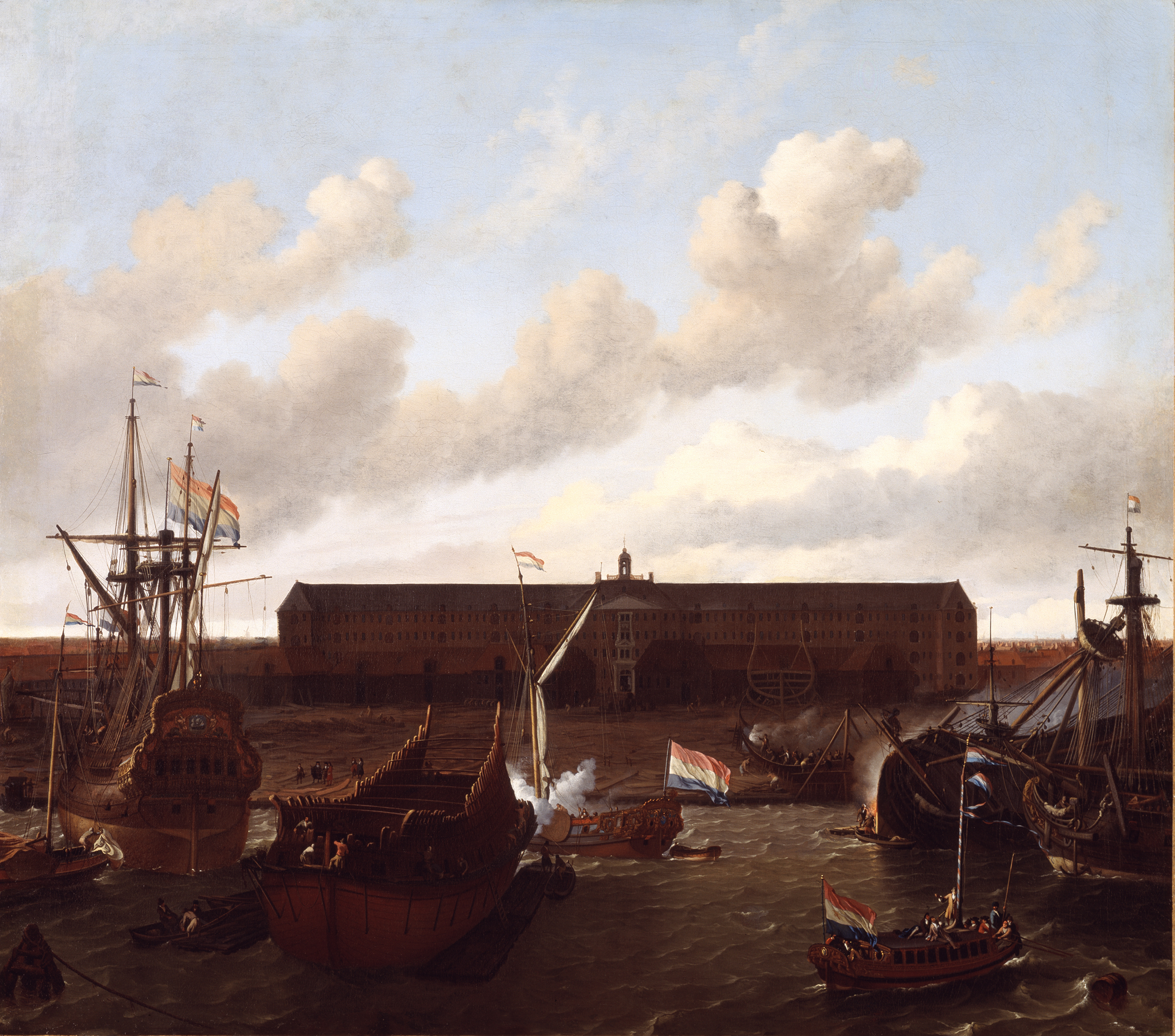
Werft der Ostindischen Kompanie in Amsterdam, 1696, Amsterdam Museum
- Datei:−
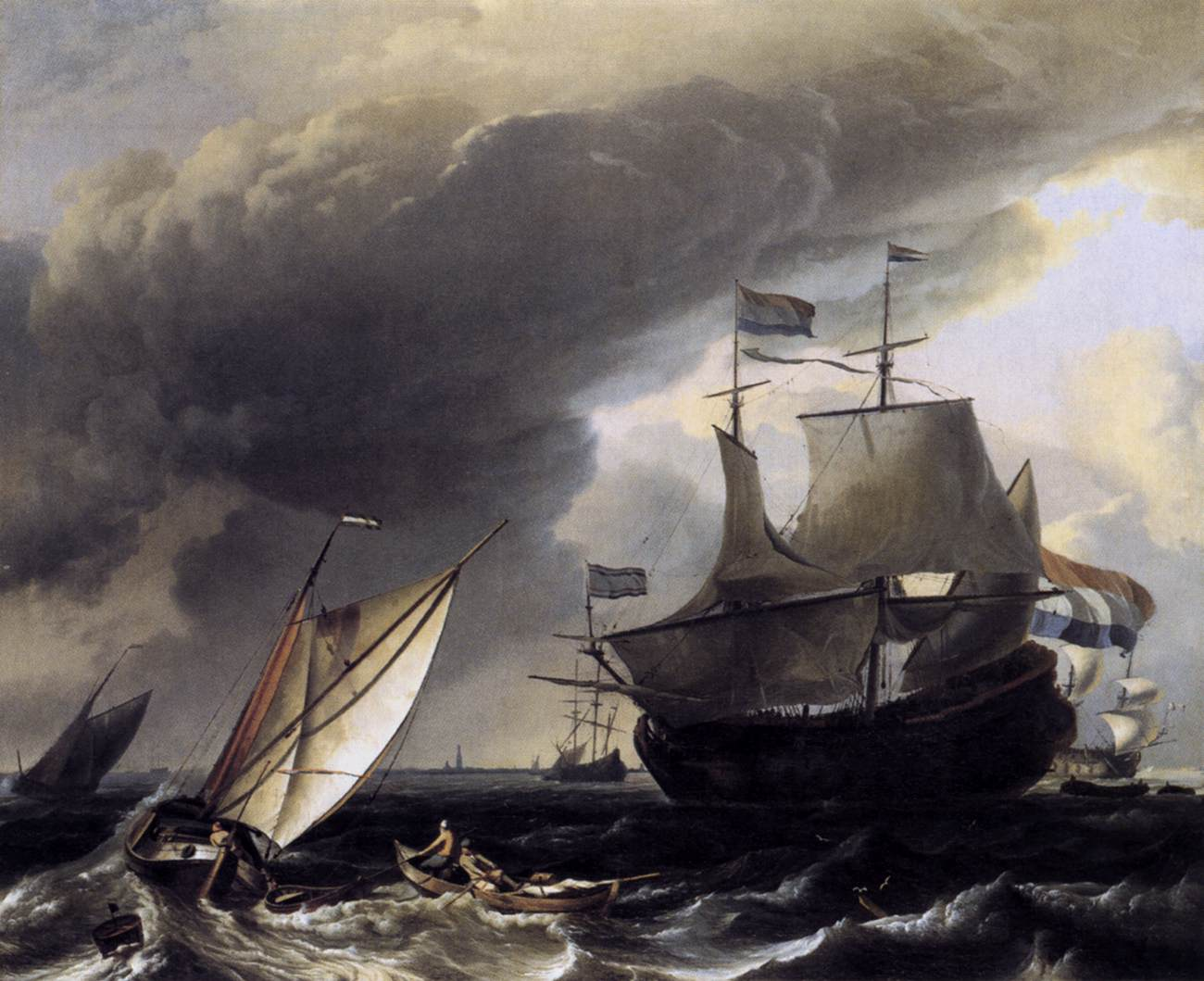
Schiffe auf See vor Amsterdam, um 1708, Louvre
- Datei:−
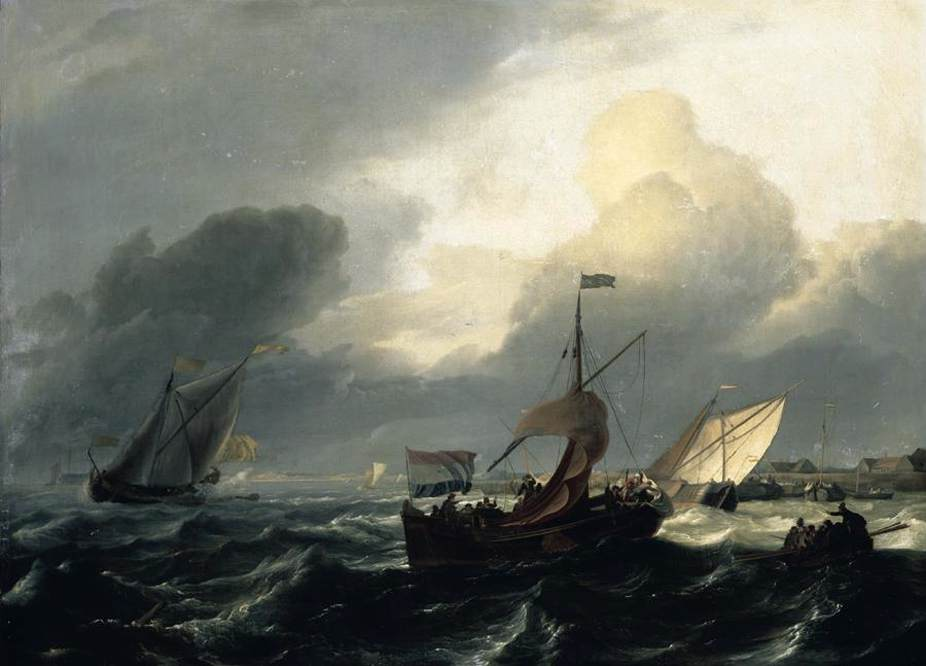
Kleine holländische Schiffe, Privatsammlung
- Datei:−
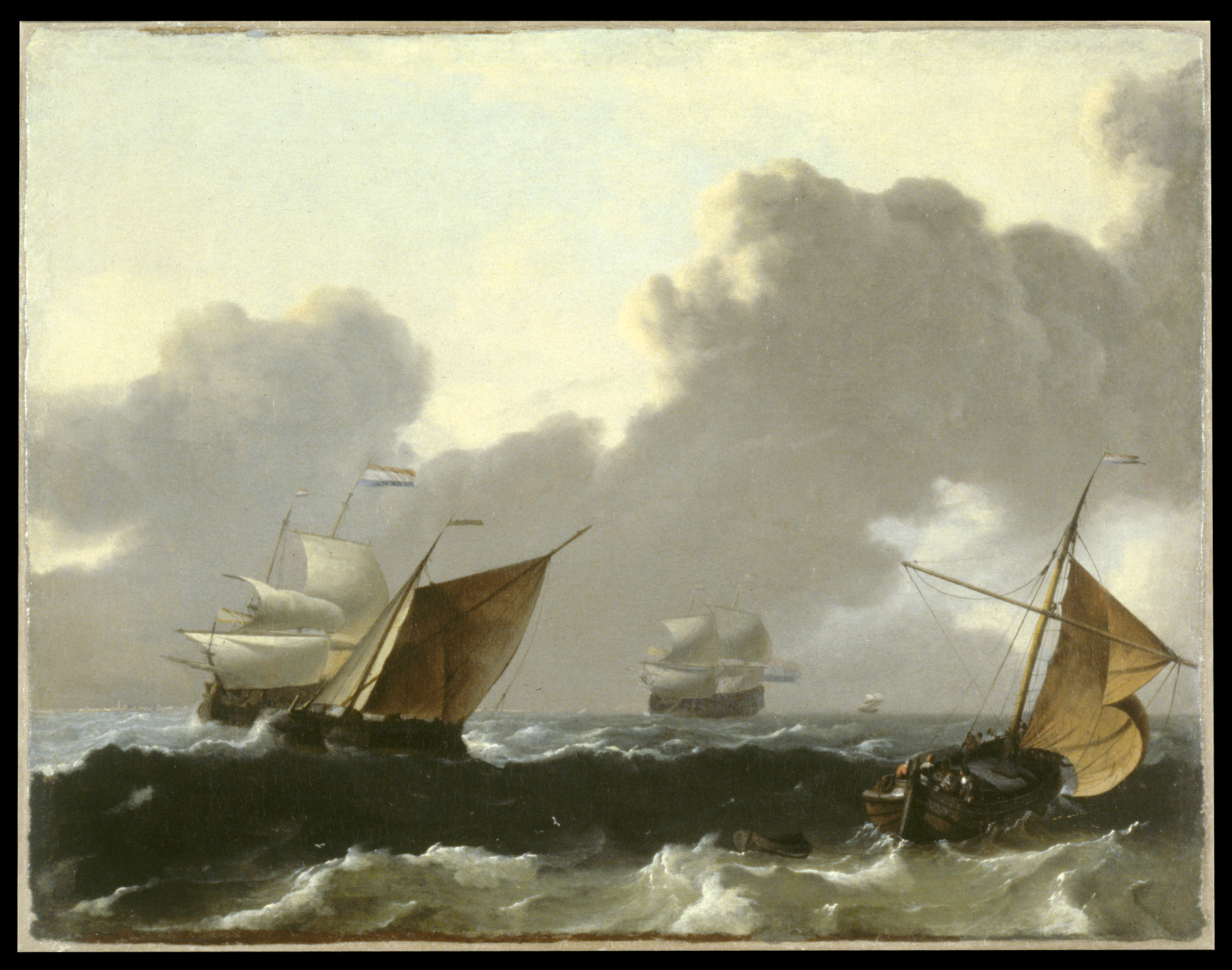
Schiffe im Sturm, Walters Art Gallery, Baltimore
- Datei:−
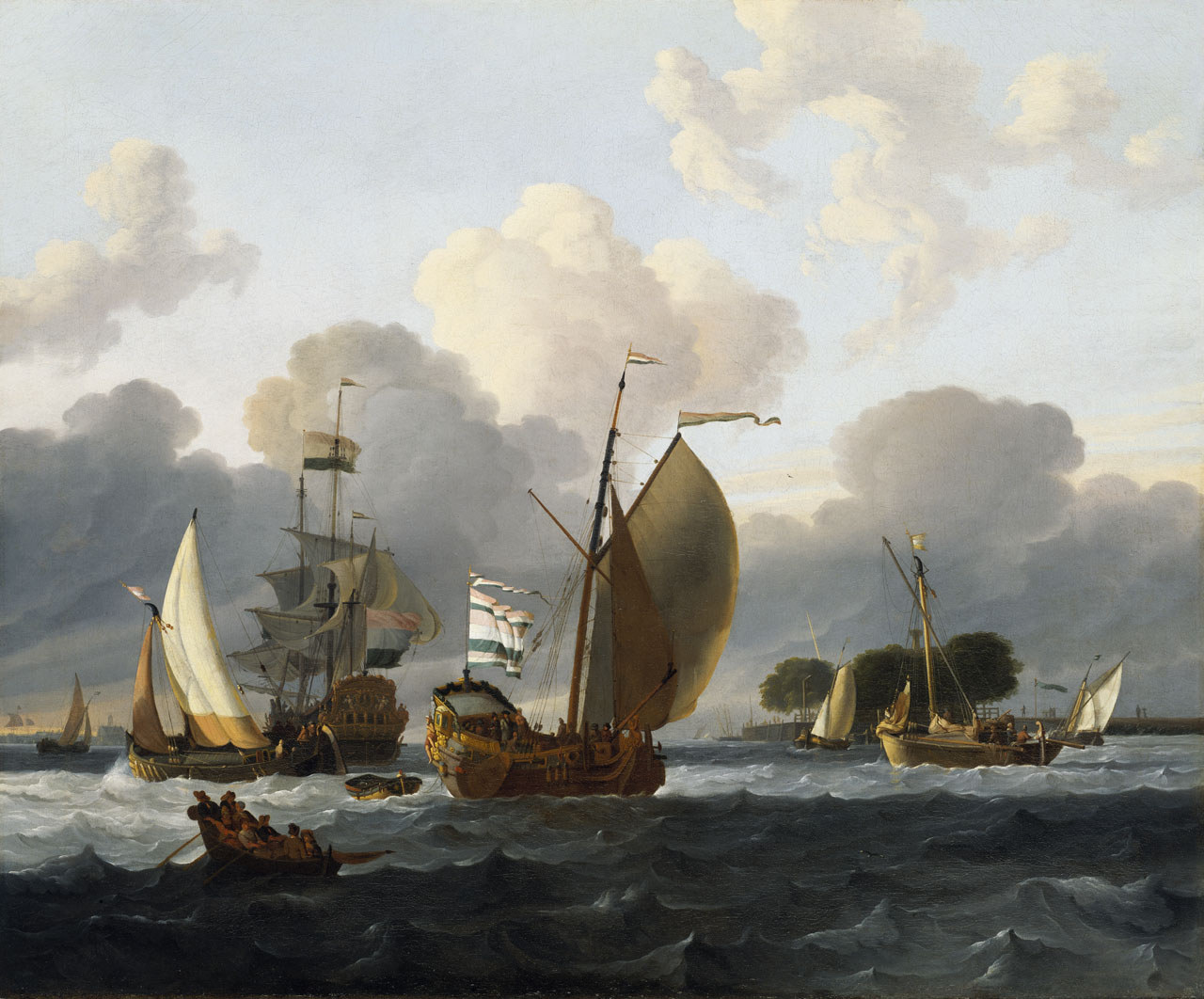
Holländische Jacht vor dem Wind in einem Hafen, National Maritime Museum, Greenwich
- Datei:−
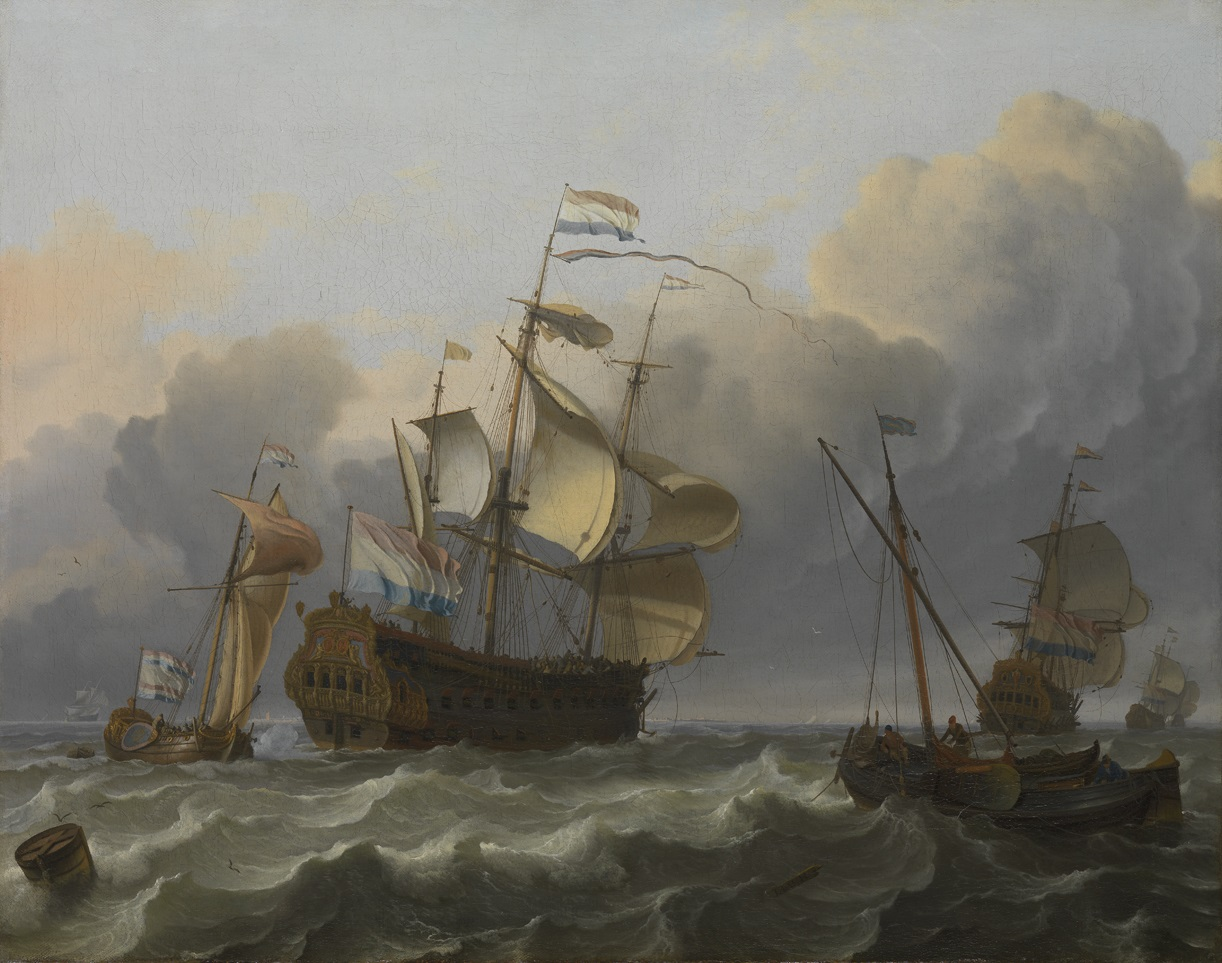
Admirals-Flaggschiff mit Jacht, 1694, National Maritime Museum
- Datei:−
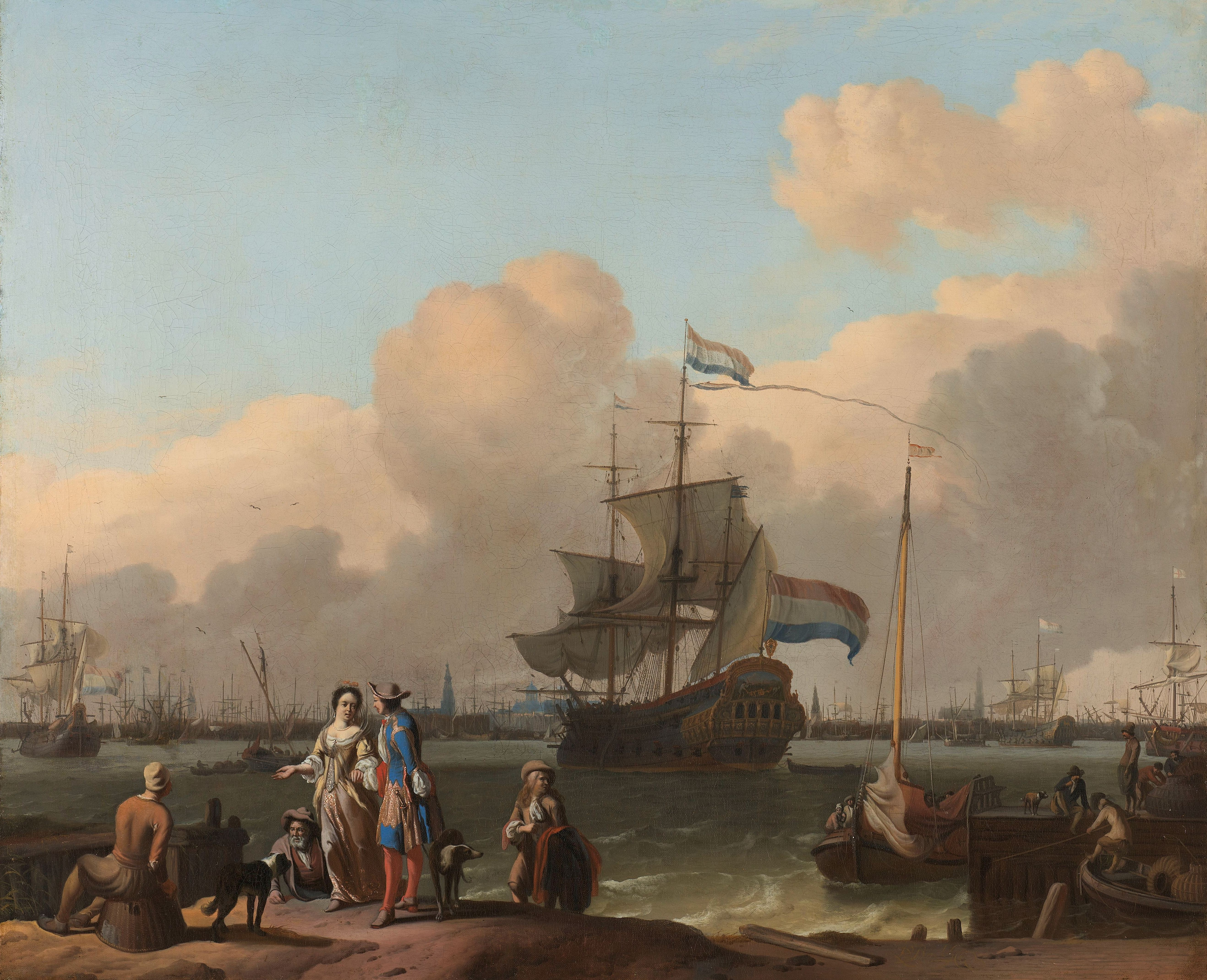
IJ vor Amsterdam mit der Fregatte De Ploeg, Rijksmuseum
- Datei:−
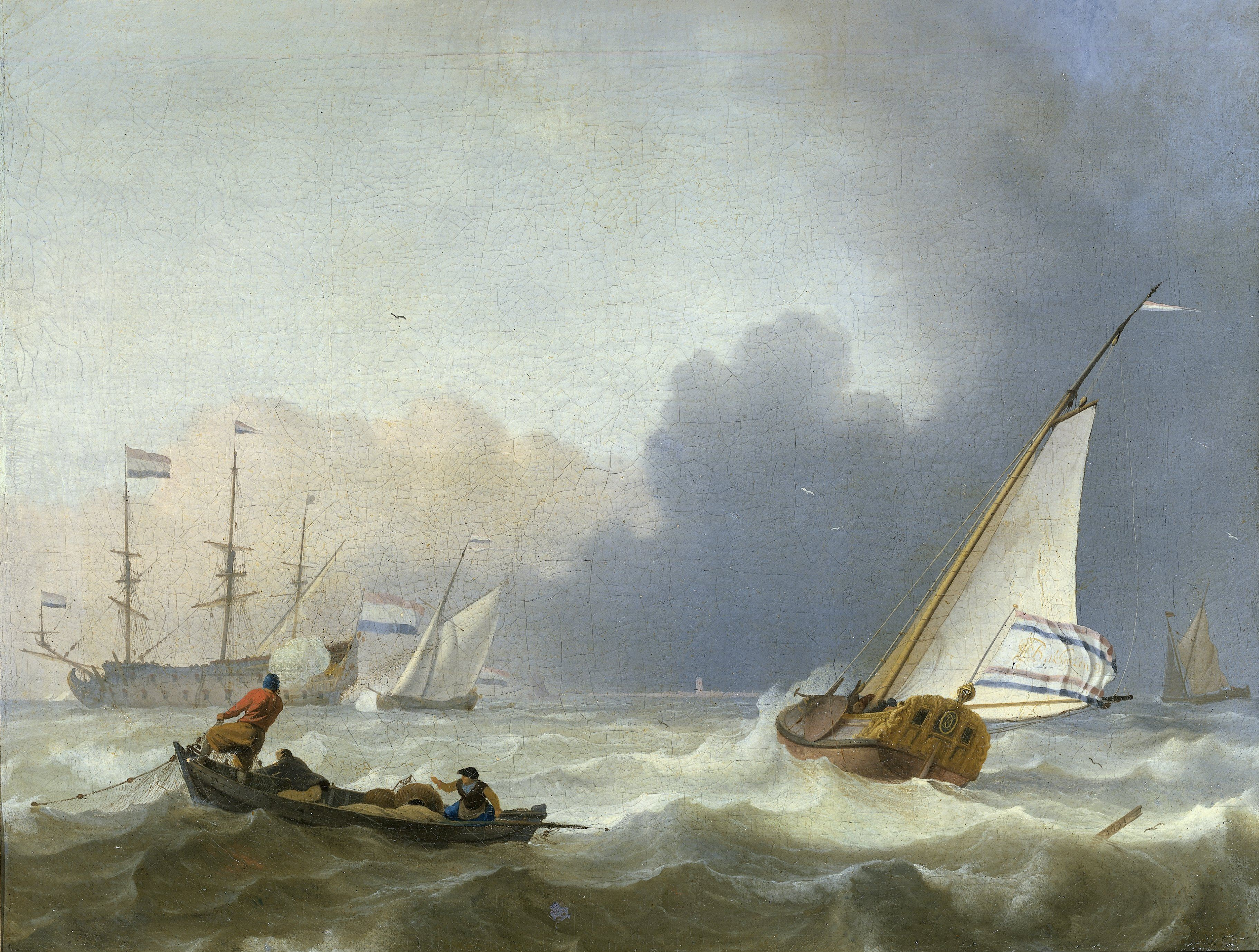
Rauhe See mit Jacht unter Segeln, 1694, Rijksmuseum
- Datei:−
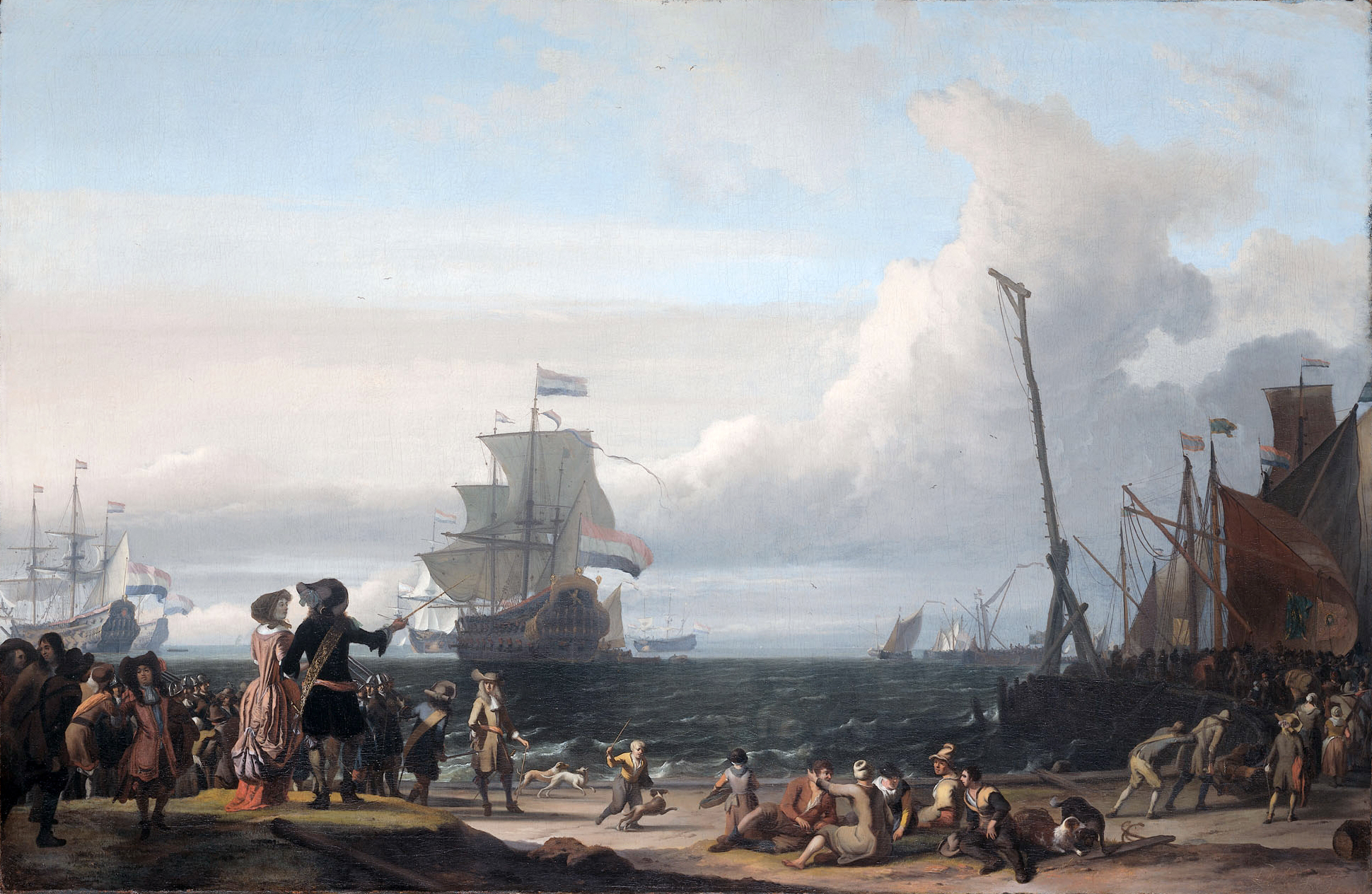
Einschiffung von Marinesoldaten auf der Reede von Texel, in der Mitte der Goldene Löwe, das Flaggschiff von Cornelis Tromp, 1671, Rijksmuseum
- Datei:−
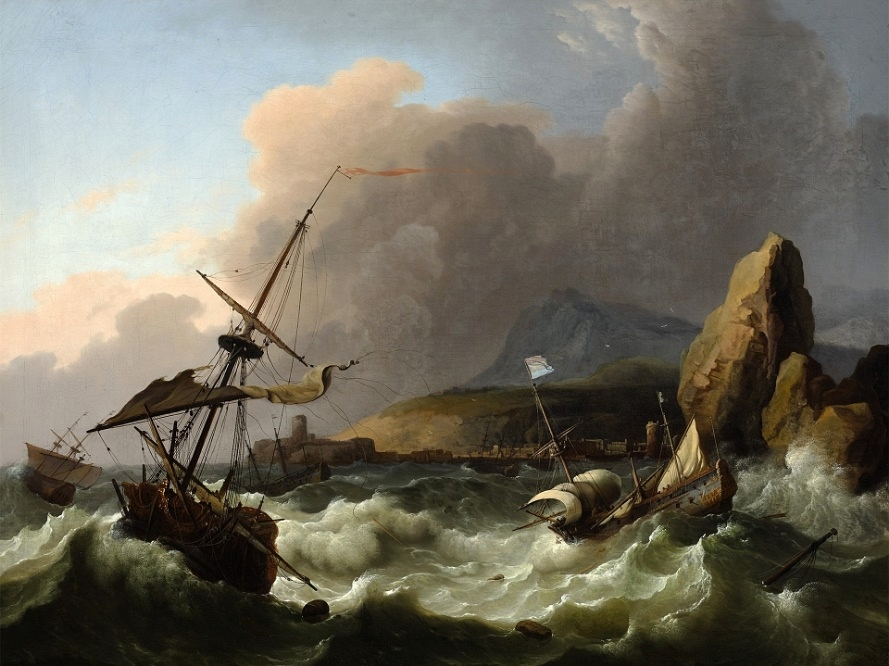
Schiffe im Sturm, 1702, Königliches Schloss Warschau
- Datei:−
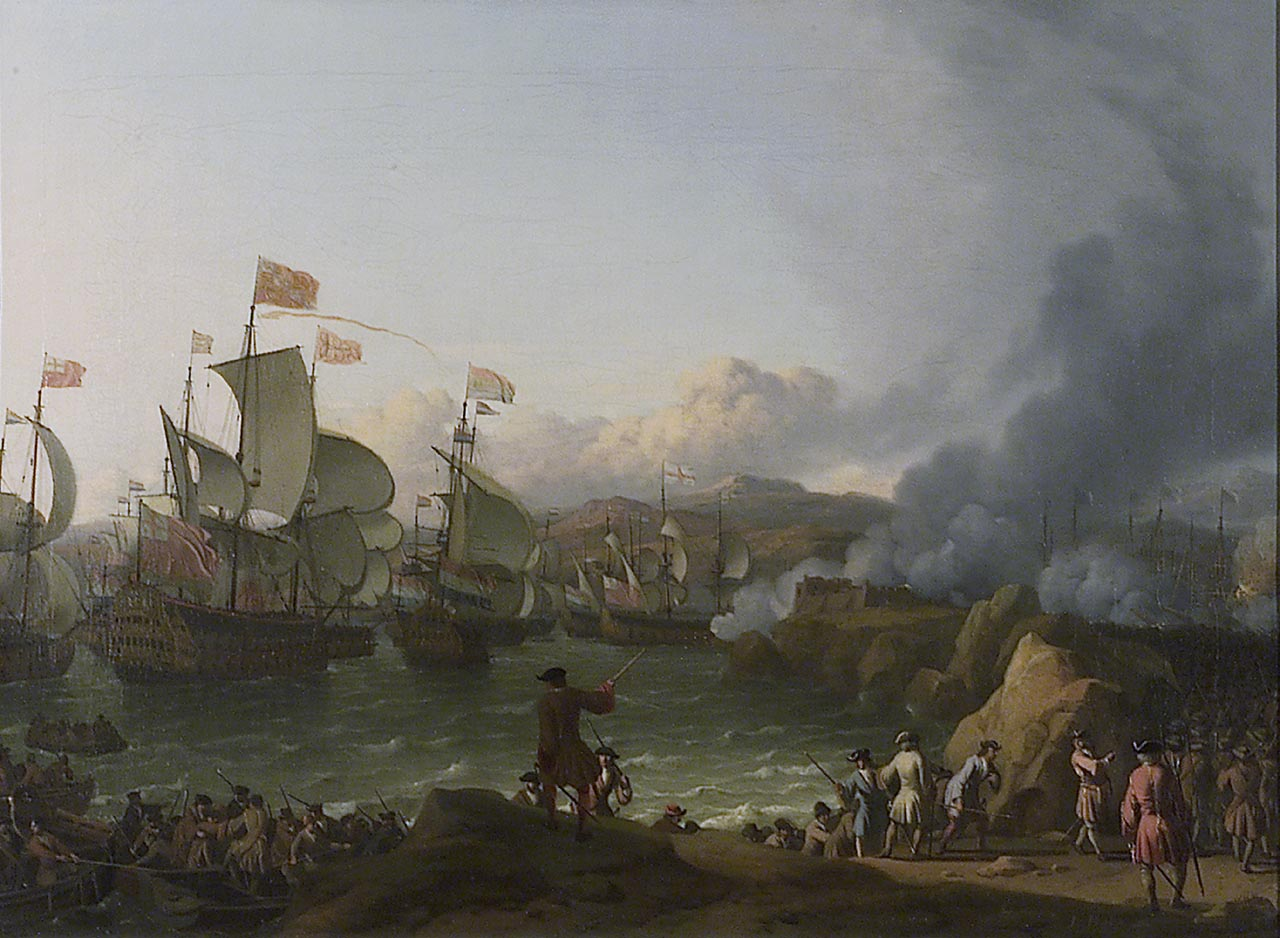
Seeschlacht bei Vigo, 1702, National Maritime Museum
- Datei:−